# أوتو غلوريا
أوتو غلوريا (بالبرتغالية: Otto Glória) (مواليد 9 يناير 1917) هو لاعب كرة قدم.

## روابط خارجية
- أوتو غلوريا على موقع قاعدة بيانات كرة القدم.إي يو (الإنجليزية)
- أوتو غلوريا على موقع عالم كرة القدم.نت (الإنجليزية)
- أوتو غلوريا على موقع أوليمبيديا (الإنجليزية)